# Francia ai VI Giochi olimpici invernali
La Francia partecipò ai VI Giochi olimpici invernali, svoltisi a Oslo, Norvegia, dal 14 al 25 febbraio 1952, con una delegazione di 26 atleti impegnati in cinque discipline.

## Medaglie
| Medaglia | Atleta             | Sport                 | Evento                          |
| -------- | ------------------ | --------------------- | ------------------------------- |
| Bronzo   | Jacqueline du Bief | Pattinaggio di figura | Pattinaggio di figura femminile |